# Netdoktor
Netdoktor er en dansk hjemmeside, der oplyser om sundhed, sygdomme og medicin. Indholdet skrives af læger og eksperter, der desuden svarer på spørgsmål via sidens brevkasser. Med omkring 100.000 månedlige brugere er siden den førende af sin slags på det danske marked.
Siden blev etableret i 1998 af læge Carl Brandt og journalist Rune Bech. I 2002 blev siden overtaget af Netdoktor Media A/S, som primært ejedes af Frederik Heegaard og Lars Thuesen, og i 2011 overtog Berlingske Media 80 procent af ejerskabet. Ved udgangen af 2015 solgte Berlingske Media, andelene i Netdoktor Media til en ejerkreds bestående af Netdoktors direktør Rikke Esbjerg og tidligere medarbejdere.
Netdoktor driver desuden sitet Alt om Børn, rygestopsitet Kvit & Tand og Mund.
Indtægterne kommer fra annoncer og sponsorer, fortrinsvis fra medicinalindustrien. Dette har medført kritik fra læger og Forbrugerrådet Tænk da reklame og artikler kan blive sammenblandet.

## Netdoktoren
Netdoktoren blev grundlagt af praktiserende læge Peter Koch Navrbjerg i 1996. Det var Danmarks første 24 times online sundhedstjeneste. Netdoktoren fik megen mediebevågenhed og levede i 2 år med simple virkemidler (blandt andet 256K modem). Tjenesten blev opkøbt af Netdoktor i 1998.